# 普洛克路斯忒斯

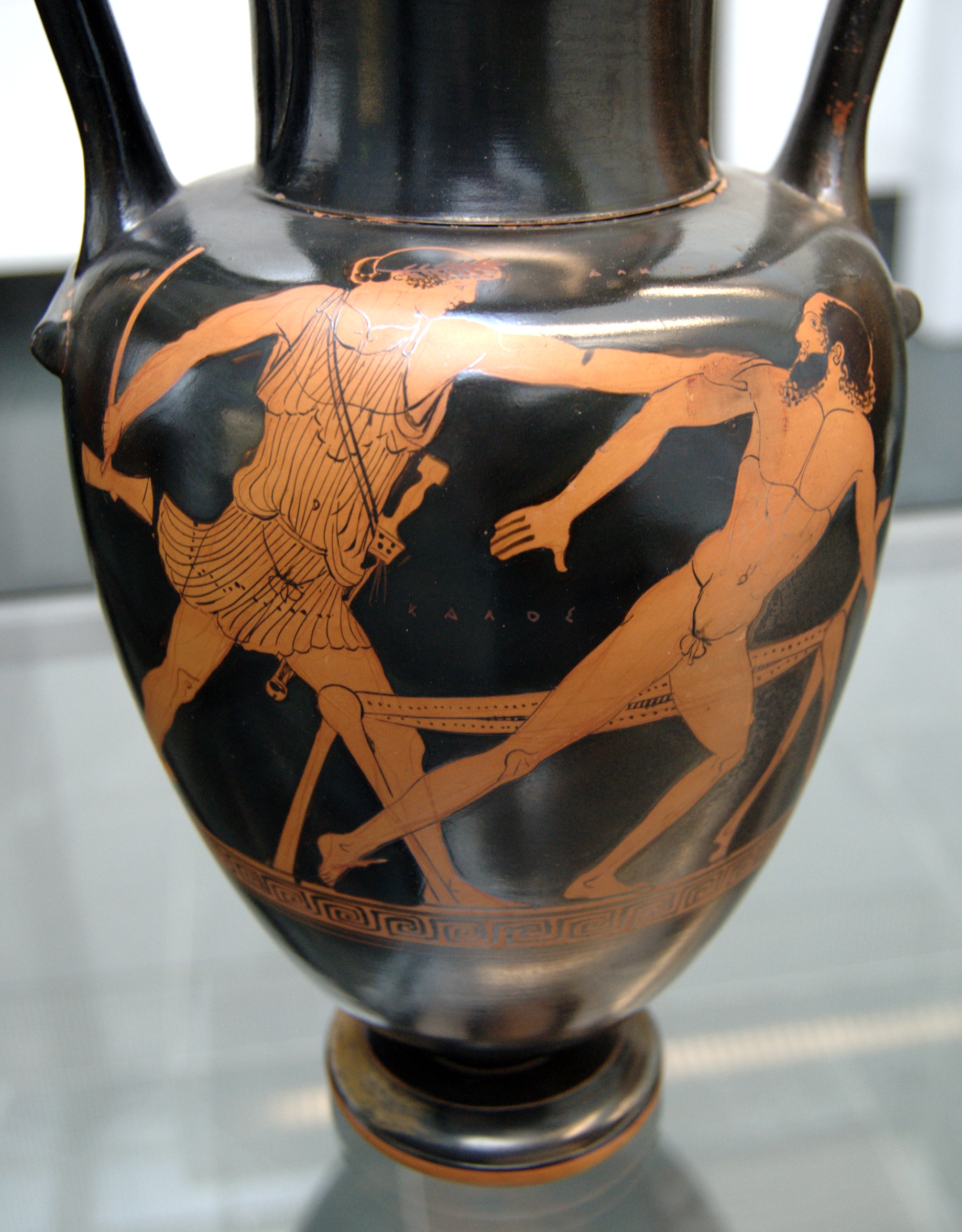
忒修斯和普洛克路斯忒斯, 阿提卡双耳瓶, 570–560 BC, 德国州立文物博物馆 (Inv. 2325)

普洛克路斯忒斯（希臘語：Προκρούστης）也称达玛斯蒂斯（希臘語：Δαμαστής）是希腊神话中的一名强盗。他是海神波塞冬的儿子，在从雅典到埃莱夫西纳的路上开设黑店，拦截行人。店内设有一张铁床，旅客投宿时，将身高者截断，身矮者则强行拉长，使与床的长短相等。而由于普洛克路斯忒斯秘密地拥有两张长度不同的床，所以无人能因身高恰好与床相等而幸免。后来英雄忒修斯前往雅典时，路过此地，将其杀死。